# 島式月台
島式月台，又名中置式月台、中央月台、中间站台，是鐵路月台的一種型態，為路軌在兩旁，月台被夾在中間的設計。

## 優點
相較於側式月台，島式月台擁有以下之優點：
1. 與月台相關之設備（例如升降機、電動扶梯等等）只需購置一組，可降低投資及營運成本。
2. 較易於監控列车运作及乘客安全。
3. 可以衍生出同月台平行轉乘的設計，而大幅節省通勤時換車旅客的轉乘時間和徒步距離、提升系統運作的效率。
4. 若兩個月台為同一線路相反方向，旅客若搭錯路線或方向時較易於換線返回。
5. 若兩個月台目的地相同，旅客可在月台層選乘較早開出的列車，不需預先選定。

## 缺點
- 若設在平面，月台與車站出入口被軌道分離，不論上下行乘客皆必須透過天橋或地下道才能安全抵達月台。
- 需要更長的站體容納月台與軌道，因此設在馬路正上方的高架車站不常採用此設計。
- 軌道在車站內部與兩側必須分開，增加建設成本。
- 如客流較大或者同台換乘站兩側列車同時到達時，人群易發生對衝情況。
- 由於月台被軌道包夾，故未來運量增加時進行擴建工程較為困難。

## 使用
此種月台較常使用於如下用途：
1. 雙線鐵路中較小且高架或地下化的車站
2. 地铁系統（可分別方向、作為終點站緩衝）